# پیترا مونته‌کوروینو
پیترا مونته‌کوروینو (ایتالیایی: Pietra Montecorvino؛ زادهٔ ۲ دسامبر ۱۹۶۲) بازیگر و خواننده اهل ایتالیا است.
از فیلم‌ها یا مجموعه‌های تلویزیونی که وی در آن‌ها نقش داشته‌است، می‌توان به «آیتانیک» با کارگردانی نینو دآنجلو اشاره نمود.